# Смесница
Смесница (на македонска литературна норма: Смесница; на албански: Smesnica) е село в община Зелениково на Северна Македония.

## География
Селото е разположено в областта Торбешия на десния бряг на Вардар в Таорската клисура.

## История
В XIX век Смесница е село в Скопска каза на Османската империя. Според статистиката на Васил Кънчов („Македония. Етнография и статистика“) от 1900 година Смѣсица е населявано от 180 жители арнаути мохамедани.
След Междусъюзническата война в 1913 година селото попада в Сърбия.
На етническата си карта от 1927 година Леонард Шулце Йена показва Смесница (Smesnica) като албанско село.
Според преброяването от 2002 година селото има 104 жители албанци.